# Diemo
Diemo ist ein männlicher Vorname.

## Herkunft und Bedeutung
Diemo ist ein althochdeutscher Vorname, der als Kurzform von zweistämmigen Zusammensetzungen mit „Die-“ gebildet wurde, besonders Dietmar. Die Bedeutung ist etwa „Volk“ beziehungsweise „der aus dem Volk Kommende“.

## Bekannte Namensträger
- Graf Diemo von Prozelten, Mitbegründer des Benediktiner Kloster Mönchsroth
- Abt Diemo von Lorsch, Abt im Benediktiner Kloster Lorsch
- Diemo Ruhnow, Trainer des Jahres 2011 in Hamburg

## Verwandte Namen
- Dieter
- Dietmar
- Dietrich
- Diemut – weiblicher Vorname